# Jama
Jama és una vila de Tunísia a la governació de Siliana, delegació de Siliana Nord a uns 11 km del centre de Siliana.
És una petita població amb uns tres mil habitants d'economia agrícola, però antigament el lloc fou l'antiga Zama Reggia. Les excavacions que es van iniciar fa més de deu anys, encara no han aportat gairebé res significatiu. Darrerament es va descobrir una vil·la romana a un turó amb unes dotze cambres i amb mosaic a terra. Hi ha els vestigis d'una fortalesa romana d'Orient. A l'oest de la fortalesa s'han descobert restes d'un barri medieval que es va habitar entre els segles xi i xiii. El lloc on es va lliurar la batalla de Zama i la ciutat romana de Zama Minor es troben al sud-oest. A la zona de Oued Gnadez s'han trobat restes de dos aqüeductes i un pont a l'Oued Krafes. A Aïn Djebour hi ha les restes d'un embassament avui ple de terra al·luvial.